# ホヴェヴェイ・ツィヨン
ヒバット・ツィヨン(ヘブライ語: חיבת ציון)とは、19世紀後半にルーマニアやロシアで起こり、イスラエルの地への帰還・開拓を提唱した複数のシオニズム団体の総称である。
「ヒバット・ツィヨン」運動は、19世紀後半のヨーロッパ全域や、ユダヤ人の間での国際化の目覚めの一部としてのルーマニアやロシアのユダヤ人の解放運動に立ちはだかる困難、反ユダヤ主義に抵抗するため発足した。